# Eurobodalla Shire
Eurobodalla Shire é uma área do governo local localizada na região da costa sul de Nova Gales do Sul, Austrália. No censo de 2016, a cidade tinha uma população de 37.232 habitantes.